# Neun Straßen

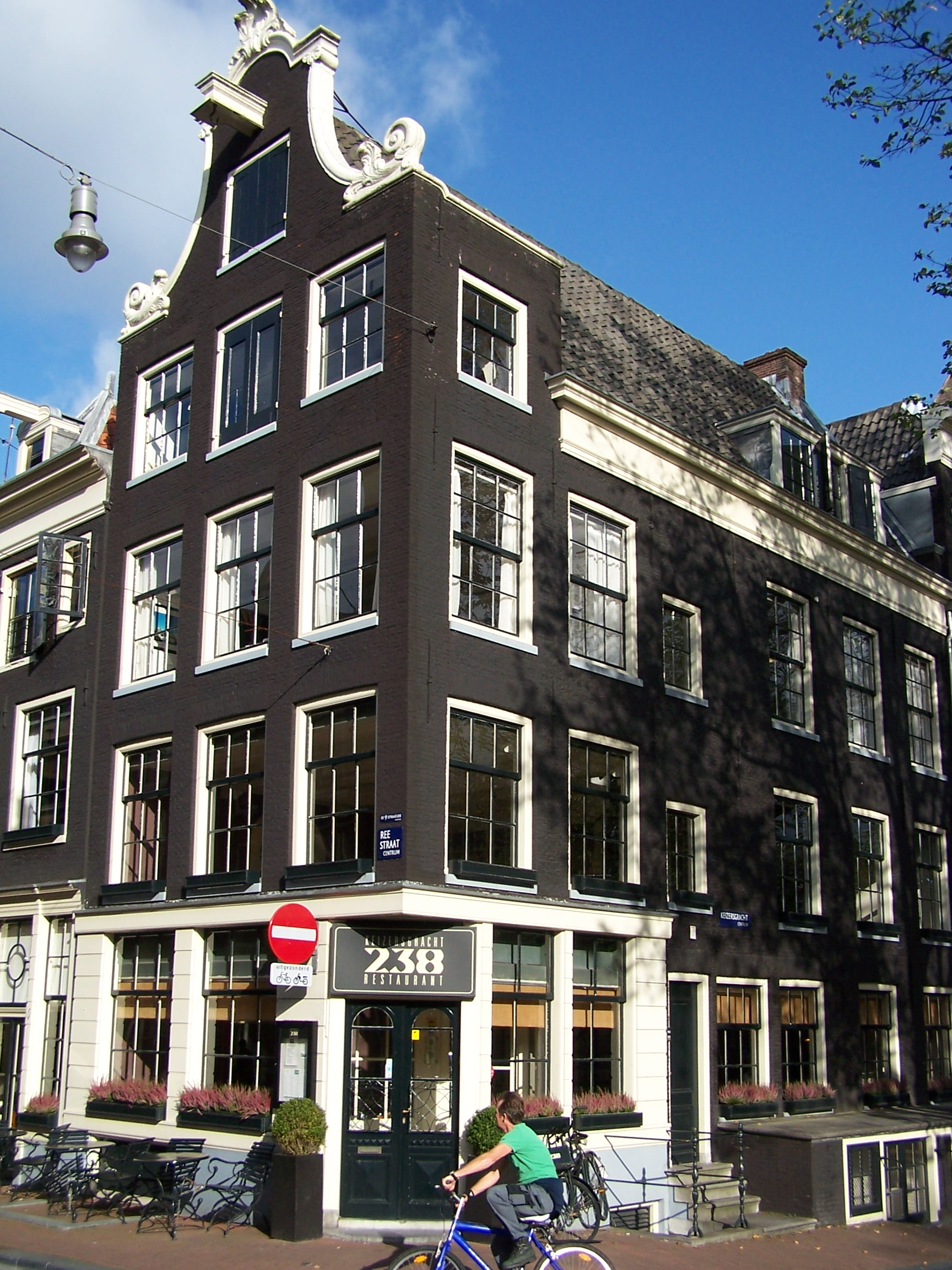
Reestraat Ecke Keizersgracht (2011)

Die Neun Straßen (niederländisch De 9 Straatjes oder auch De Negen Straatjes)  liegen in der Innenstadt von Amsterdam und sind Querstraßen zur Prinsen-, Keizers- und Herengracht sowie zum Singel im Amsterdamer Grachtengürtel (niederländisch Grachtengordel). Zusammen bilden diese neun Gassen ein Einkaufs- und Ausgehviertel mit zahlreichen Geschäften, Bars, Restaurants und Hotels.

## Geschichte
Im 17. Jahrhundert wurde der Grachtengürtel angelegt und die vier großen Kanäle des Grachtengürtels durch Seitenstraßen miteinander verbunden. Das Viertel der heutigen Neun Straßen wurde seit jeher geprägt durch zahlreiche handwerkliche und gewerbliche Betriebe. Einige der Neun Straßen leiten ihre Namen von dort einst ansässigen Gerbereien ab – die Reestraat (Rehstraße), die Berenstraat (Bärenstraße), die Wolvenstraat (Wolfsstraße) und die Huidenstraat (Fellstraße).

## Die neun Straßen

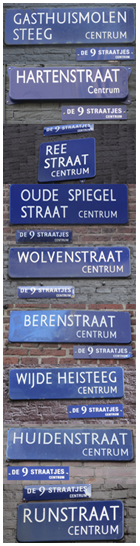
Straßenschilder der Neun Straßen

Das Viertel zeichnet sich durch die malerischen Gassen und die dortige Vielzahl an kleinen Geschäften, Antiquitätenläden, Boutiquen und Gastronomiebetrieben aus. Im Norden durch die Raadhuisstraat und im Süden durch die Leidsegracht begrenzt, listen sich die neun Straßen im Einzelnen auf in:
Reestraat 

Hartenstraat 

Gasthuismolensteeg 

Berenstraat 

Wolvenstraat 

Oude Spiegelstraat 

Runstraat 

Huidenstraat 

Wijde Heisteeg

## Sehenswürdigkeiten
- Gebäude Felix Meritis an der Keizersgracht in der Nähe der Berenstaat – von 1777 bis 1888 residierte dort die gleichnamige Gesellschaft, ein europäisches Zentrum für Kunst, Kultur und Wissenschaft, 1988 neugegründet unter dem Namen The Felix Meritis Foundation.[2]
- Brilmuseum. Das Brillenmuseum liegt zwischen dem Singel und der Herengracht am Gasthuismolensteeg 7. Das Nationaal Brilmuseum Amsterdam bildet 700 Jahre Kunst und Geschichte der Brillen ab.